# 小御門神社
小御門神社（こみかどじんじゃ）は、千葉県成田市名古屋にある神社である。旧社格は別格官幣社。建武中興十五社の一社である。

## 概要
後醍醐天皇の側近の藤原師賢を祀る。師賢は元弘元年（1331年）、後醍醐天皇の身代わりに比叡山で討幕の挙兵したが（元弘の変・笠置山の戦い）捕えられ、元弘2年に下総国に流されて、その3か月後に32歳で歿した。建武中興の際に太政大臣を追贈され、文貞公の諡号が与えられた。
明治10年（1877年）、住民により師賢を祀る神社の創建運動が起こった。明治12年（1879年）に神社創建の許可が下りて「小御門神社」の社号が決定し、明治15年（1882年）に師賢の墓跡に社殿を造営し、同年4月29日に鎮座祭が行われ、同年6月14日に別格官幣社に列格した。
後醍醐天皇の身代わりとなったことから「身代わりの神」として、交通安全・航空安全に御利益ありとして信仰される。
- 明治24年（1891年）4月4日、伏見宮家の邦芳王が御成り[1]。桜をお手植え[2]。
- 大正2年（1913年）4月15日、李王家（旧韓国皇室）の李王世子垠が御成り[1]。桜をお手植え[3]。
- 大正6年（1917年）10月21日、山階宮家の藤麿王が御成り[3][4]。
- 大正7年（1918年）10月24日、伏見宮家の博信王が御成り[4]。

## 文化財
- 小御門神社の森（千葉県天然記念物: 1974年〈昭和49年〉3月19日指定）[5]

## ギャラリー

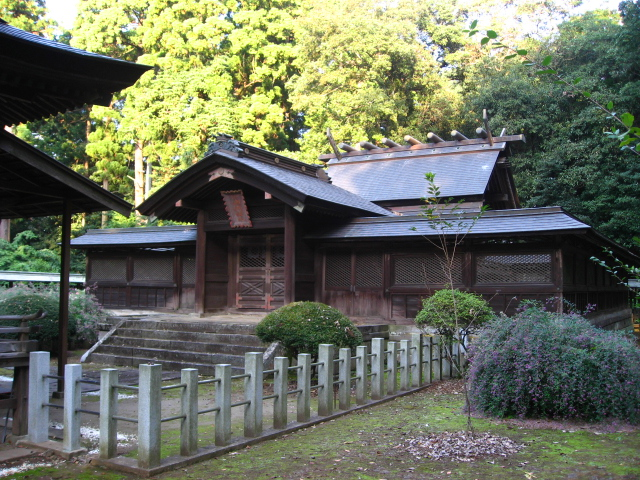
本殿
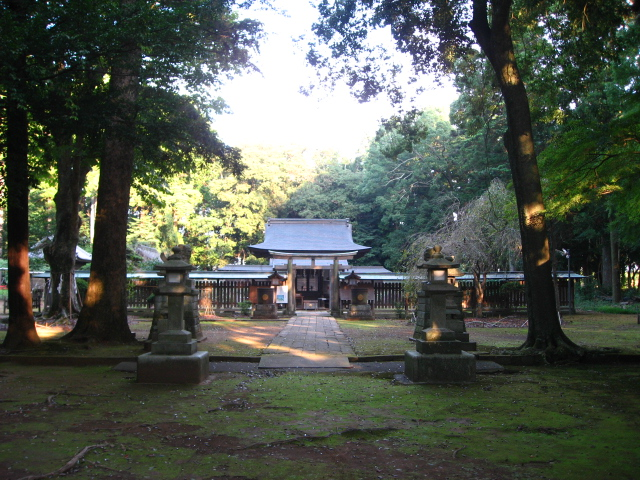
社殿全景
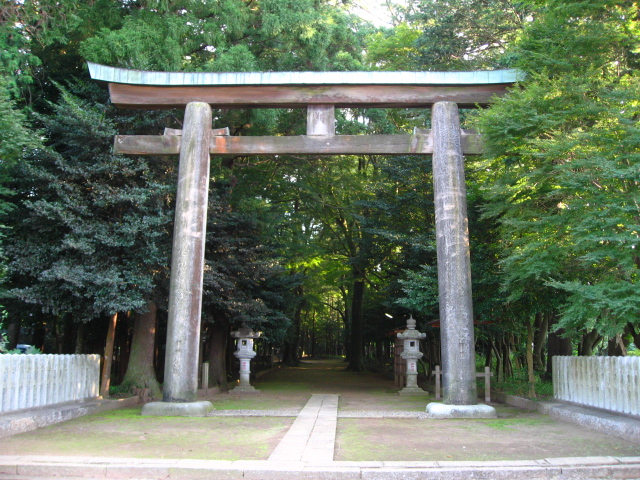
鳥居から小御門神社の森をのぞむ
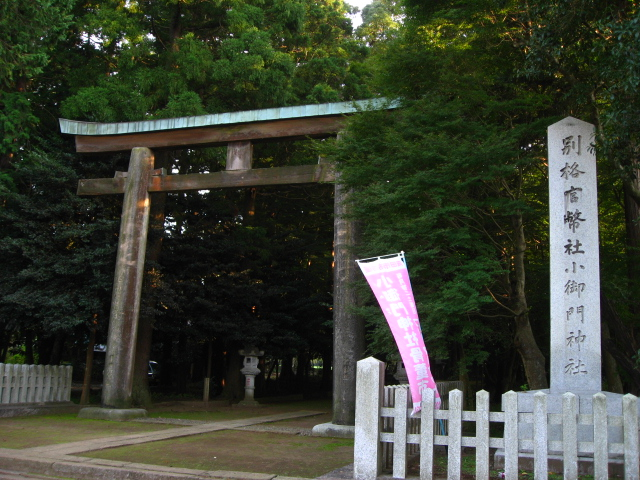
社号標と鳥居
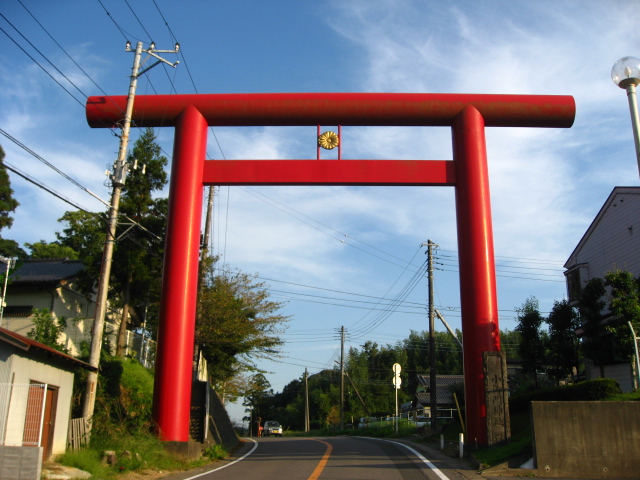
滑河駅前の大鳥居